# Список найвищих автомобільних перевалів Швейцарії

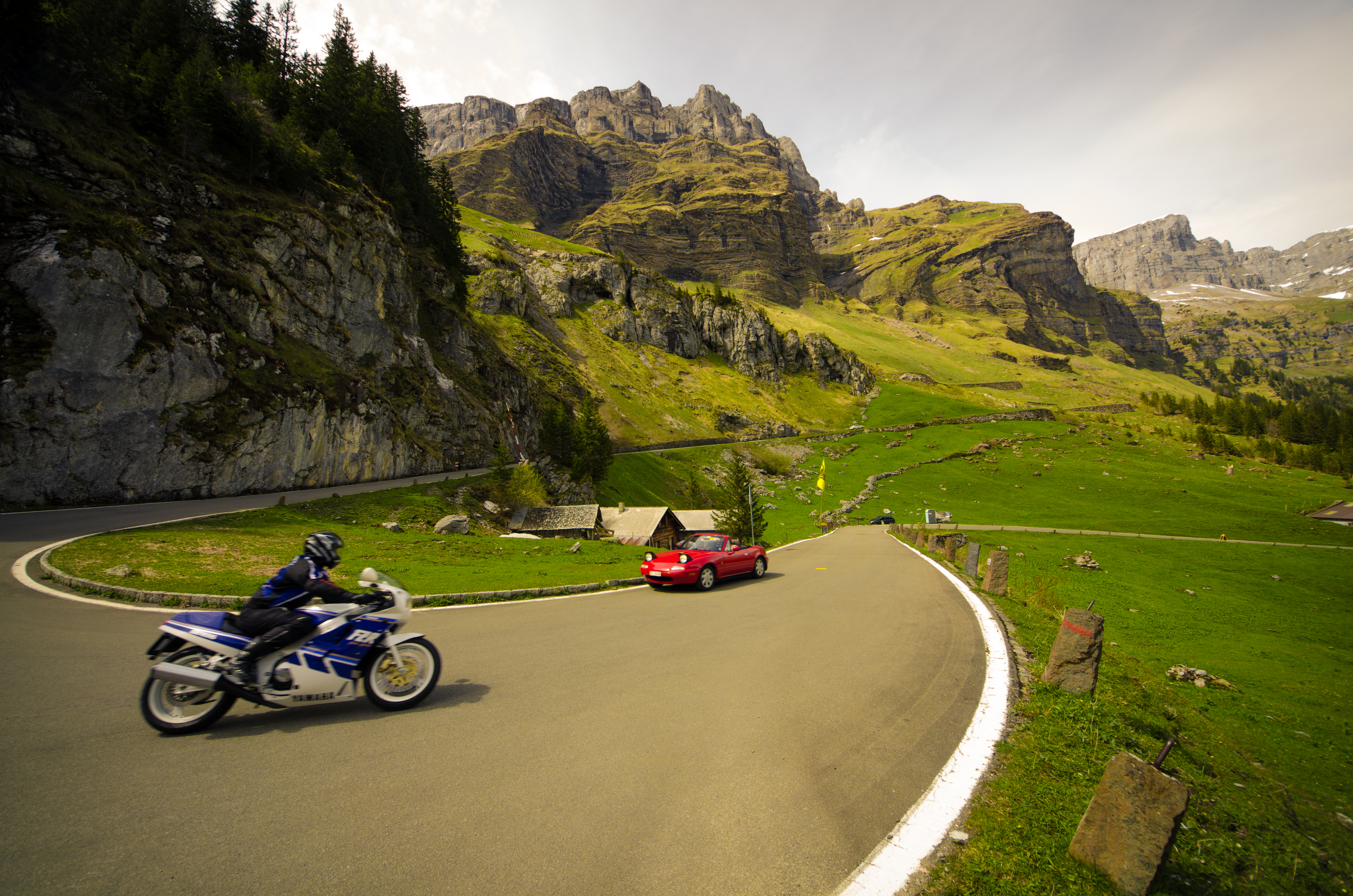
Дорога через перевал Клаузен

Це список найвищих дорожніх гірських перевалів у Швейцарії. Він включає перевали в Альпах та горах Юра, що знаходяться на висоті понад 1 000 метрів (3 281 фут) над рівнем моря. Усі перелічені перевали перетинають асфальтовані дороги. Вони популярні серед водіїв, мотоциклістів та велосипедистів завдяки своїм захоплюючим краєвидам і часто стають центральними етапами велосипедних перегонів, таких як Тур Швейцарії та Tour de Romandie. Багато з них також обслуговуються громадським транспортом, головним перевізником якого є PostBus Switzerland.
До списку включено лише повністю асфальтовані дороги, обидва кінці яких з'єднані з основною дорожньою мережею Швейцарії або Європи. Тупикові дороги, такі як Занеч та перевал Глас, не включені. 

## Список
| Перевал            | Висота                   | Розташування |
| ------------------ | ------------------------ | --- |
| Умбраїль           | 2 501 метр (8 205 фут)   | Швейцарсько-італійський кордон в Альпах між Санта-Марія-Валь-Мюштайр, Швейцарія, та Борміо, Італія                                    |
| Нуфенен            | 2 478 метрів (8 130 фут) | В Альпах між Ульріхен, Вале, та Айроло, Тічино                                                                                        |
| Великий Сен-Бернар | 2 469 метрів (8 100 фут) | Швейцарсько-італійський кордон у Вале (Пеннінські Альпи) між Мартіньї, Швейцарія, та Аоста, Італія                                    |
| Фурка              | 2 427 метрів (7 963 фут) | У Вале (Пеннінські Альпи) між Глеч, Вале, та Реальп, Урі                                                                              |
| Флюела             | 2 383 метри (7 818 фут)  | У кантоні Граубюнден між Давосом та Зушем у нижній долині Інн (Енгадін)                                                               |
| Берніна            | 2 328 метрів (7 638 фут) | У кантоні Граубюнден між Санкт-Моріцем та Вальпоск'яво                                                                                |
| Лівіньо            | 2 315 метрів (7 595 фут) | В Альпах на швейцарсько-італійському кордоні між Моттою, Граубюнден, та Лівіньо, Італія                                               |
| Альбула            | 2 312 метрів (7 585 фут) | У кантоні Граубюнден між Тузісом та Ла-Пунтом у долині Інн (Енгадін)                                                                  |
| Юлієр              | 2 284 метри (7 493 фут)  | У кантоні Граубюнден між Тіфенкастель у долині Рейну та Зільваплана у долині Інн (Енгадін)                                            |
| Зустен             | 2 224 метри (7 297 фут)  | В Альпах між Іннерткірхен, Берн, та Вассен, Урі                                                                                       |
| Круа-дю-Кер        | 2 174 метри (7 133 фут)  | У Вале між Верб'є та Рід |
| Грімзель           | 2 165 метрів (7 103 фут) | В Альпах між Іннерткірхен, Берн, та Глеч, Вале                                                                                        |
| Офен               | 2 149 метрів (7 051 фут) | В Альпах у кантоні Граубюнден між Цернецем у долині Інн (Енгадін) та Валь-Мюштайр                                                     |
| Шплюген            | 2 117 метрів (6 946 фут) | В Альпах на швейцарсько-італійському кордоні між Шплюген, Граубюнден, та К'явенна, Італія                                             |
| Сен-Готтард        | 2 106 метрів (6 909 фут) | В Альпах між Гешенен, Урі, та Айроло, Тічино                                                                                          |
| Сан-Бернардіно     | 2 065 метрів (6 775 фут) | В Альпах між Тузіс, Граубюнден, та Беллінцона, Тічино                                                                                 |
| Моозальп           | 2 048 метрів (6 719 фут) | В Альпах у кантоні Вале між Бюрхен та Тербель                                                                                         |
| Оберальп           | 2 044 метри (6 706 фут)  | В Альпах між Андерматт, Урі, та Дізентіс, Граубюнден                                                                                  |
| Сімплон            | 2 008 метрів (6 588 фут) | На північ (у Швейцарії) від швейцарсько-італійського кордону у Вале (Пеннінські Альпи) між Брігом, Швейцарія, та Вілладоссола, Італія |
| Гроссе-Шайдегг     | 1 961 метр (6 434 фут)   | В Альпах у кантоні Берн між Гріндельвальд та Майрінген. Відкрито лише для автобусного руху.                                           |
| Клаузен            | 1 948 метрів (6 391 фут) | В Альпах між Альтдорфом, Урі, та Лінталем, Гларус                                                                                     |
| Лукманьєр          | 1 914 метрів (6 280 фут) | В Альпах між Дізентіс, Граубюнден, та Б'яска, Тічино                                                                                  |
| Малоя              | 1 815 метрів (5 955 фут) | У кантоні Граубюнден між долиною Інн (Енгадін) та Валь-Брегалья і К'явенна в Італії                                                   |
| Круа               | 1 778 метрів (5 833 фут) | В Альпах у кантоні Во між Бексом та Ле-Дьяблере                                                                                       |
| П'єр-дю-Моелле     | 1 661 метр (5 449 фут)   | В Альпах у кантоні Во між Ле-Сепе та Лак-де-л'Онгрен                                                                                  |
| Міттельберг        | 1 633 метри (5 358 фут)  | В Альпах між Ружмоном, Во, та Аблендшен, Берн                                                                                         |
| Вольфганг          | 1 631 метр (5 351 фут)   | В Альпах у кантоні Граубюнден між Клостерсом та Давосом                                                                               |
| Глаубенбюль        | 1 611 метрів (5 285 фут) | В Альпах між Флюлі, Люцерн, та Гісвіль, Обвальден                                                                                     |
| Гурнігель          | 1 608 метрів (5 276 фут) | У кантоні Берн між Ріггісберг та Цольхаус                                                                                             |
| Лез-Ажіт           | 1 569 метрів (5 148 фут) | В Альпах у кантоні Во між Іворн та Ла-Лешерет                                                                                         |
| Прагель            | 1 550 метрів (5 090 фут) | В Альпах між Муотаталь, Швіц, та Нетшталь, Гларус                                                                                     |
| Ленцергайде        | 1 549 метрів (5 082 фут) | В Альпах у кантоні Граубюнден між Куром та Тіфенкастель                                                                               |
| Шварценбюль        | 1 547 метрів (5 075 фут) | В Альпах у кантоні Берн між Гуггісберг та перевалом Гурнігель                                                                         |
| Пілон              | 1 546 метрів (5 072 фут) | В Альпах у кантоні Во між Еглем та Ле-Дьяблере                                                                                        |
| Глаубенберг        | 1 543 метри (5 062 фут)  | В Альпах між Ентлебух, Люцерн, та Зарнен, Обвальден                                                                                   |
| Форкла             | 1 527 метрів (5 010 фут) | В Альпах у кантоні Вале між Мартіньї та Шамоні, Франція                                                                               |
| Яун                | 1 509 метрів (4 951 фут) | В Альпах між Шарме, Фрібур, та Больтіген, Берн                                                                                        |
| Шассераль          | 1 502 метри (4 928 фут)  | В горах Юра в кантоні Берн |
| Шампе              | 1 490 метрів (4 890 фут) | В Альпах у кантоні Вале між Мартіньї та Орсьєр                                                                                        |
| Маршеруз           | 1 447 метрів (4 747 фут) | В горах Юра в кантоні Во між Ле-Брассюс та Б'єр                                                                                       |
| Мосс               | 1 445 метрів (4 741 фут) | В Альпах у кантоні Во між Еглем та Шато-д'Е                                                                                           |
| Планш              | 1 411 метрів (4 629 фут) | В Альпах у кантоні Вале між Мартіньї та Сембранше                                                                                     |
| Ібергерегг         | 1 406 метрів (4 613 фут) | В Альпах у кантоні Швіц між містом Швіц та Оберіберг                                                                                  |
| Ехерлі             | 1 398 метрів (4 587 фут) | В Альпах між Кернсом, Обвальден, та Далленвіль, Нідвальден                                                                            |
| Альпе-ді-Неггіа    | 1 395 метрів (4 577 фут) | В Альпах у кантоні Тічино між Гамбароньо та Індеміні                                                                                  |
| Па-де-Моржен       | 1 369 метрів (4 491 фут) | В Альпах на швейцарсько-французькому кордоні між Монте, Вале, та Абондансом, Франція                                                  |
| Кункельс           | 1 357 метрів (4 452 фут) | В Альпах у кантоні Граубюнден між Бад-Рагац та Тамінс                                                                                 |
| Егільон            | 1 293 метри (4 242 фут)  | В горах Юра в кантоні Во між Л'Оберсон та Больм                                                                                       |
| Вайссенштайн       | 1 284 метри (4 213 фут)  | В горах Юра в кантоні Золотурн між Обердорфом та Генсбруннен                                                                          |
| Вю-дез-Альп        | 1 282 метри (4 206 фут)  | В горах Юра в кантоні Невшатель між Ла-Шо-де-Фон та Невшатель                                                                         |
| Зааненмезер        | 1 279 метрів (4 196 фут) | У Бернському високогір'ї між Цвайзіммен та Заанен                                                                                     |
| Швегальп           | 1 278 метрів (4 193 фут) | В Альпах між Тоггенбург, Санкт-Галлен, та Урнеш, Аппенцелль-Ауссерроден                                                               |
| Живрін             | 1 228 метрів (4 029 фут) | На швейцарсько-французькому кордоні в горах Юра між Ньйон, Во, та Море, Франція                                                       |
| Мон-Крозен         | 1 227 метрів (4 026 фут) | В горах Юра в кантоні Берн |
| Заттелегг          | 1 190 метрів (3 900 фут) | В Альпах у кантоні Швіц між Зібнен та Віллерцелль                                                                                     |
| Вільдгаус          | 1 090 метрів (3 580 фут) | В Альпах у кантоні Санкт-Галлен між Гамс та Унтервассер                                                                               |
| Молландруз         | 1 180 метрів (3 870 фут) | В горах Юра в кантоні Во між Л'Іль та Ле-Пон                                                                                          |
| Ла-Турн            | 1 170 метрів (3 840 фут) | В горах Юра в кантоні Невшатель між Ле-Петі-Пон та Монмоллен                                                                          |
| Шалленберг         | 1 167 метрів (3 829 фут) | У кантоні Берн між Штеффісбург та Вігген                                                                                              |
| Готтшалькенберг    | 1 164 метри (3 819 фут)  | В Альпах у кантоні Цуг |
| Етруа              | 1 152 метри (3 780 фут)  | В горах Юра в кантоні Во між Івердон-ле-Бен та Флер'є                                                                                 |
| Шельтен            | 1 151 метр (3 776 фут)   | В горах Юра між Мервельє, Юра, та Рамісвіль, Золотурн                                                                                 |
| Ле-Понтен          | 1 110 метрів (3 640 фут) | В горах Юра в кантоні Берн |
| Санкт-Антон        | 1 105 метрів (3 625 фут) | В Альпах між Муолен, Санкт-Галлен, та перевалом Руппен                                                                                |
| Бельхенфлюе        | 1 099 метрів (3 606 фут) | В горах Юра між кантонами Базель-Ланд та Золотурн                                                                                     |
| Бальмберг          | 1 078 метрів (3 537 фут) | В горах Юра в кантоні Золотурн між Вельшенрор та Гюнсберг                                                                             |
| Ратен              | 1 077 метрів (3 533 фут) | В Альпах у кантоні Цуг між Оберегері та Бібербругг                                                                                    |
| Мон-д'Орзейр       | 1 060 метрів (3 480 фут) | В горах Юра в кантоні Во |
| Хатценштрік        | 1 053 метри (3 455 фут)  | У кантоні Швіц між Айнзідельн та Альтматт                                                                                             |
| Брюніг             | 1 008 метрів (3 307 фут) | У Бернському високогір'ї між Майрінген, Берн, та Лунгерн, Обвальден                                                                   |
| Руппен             | 1 003 метри (3 291 фут)  | В Альпах між Альтштеттен, Санкт-Галлен, та Трогеном, Аппенцелль-Ауссерроден                                                           |